# Tudu

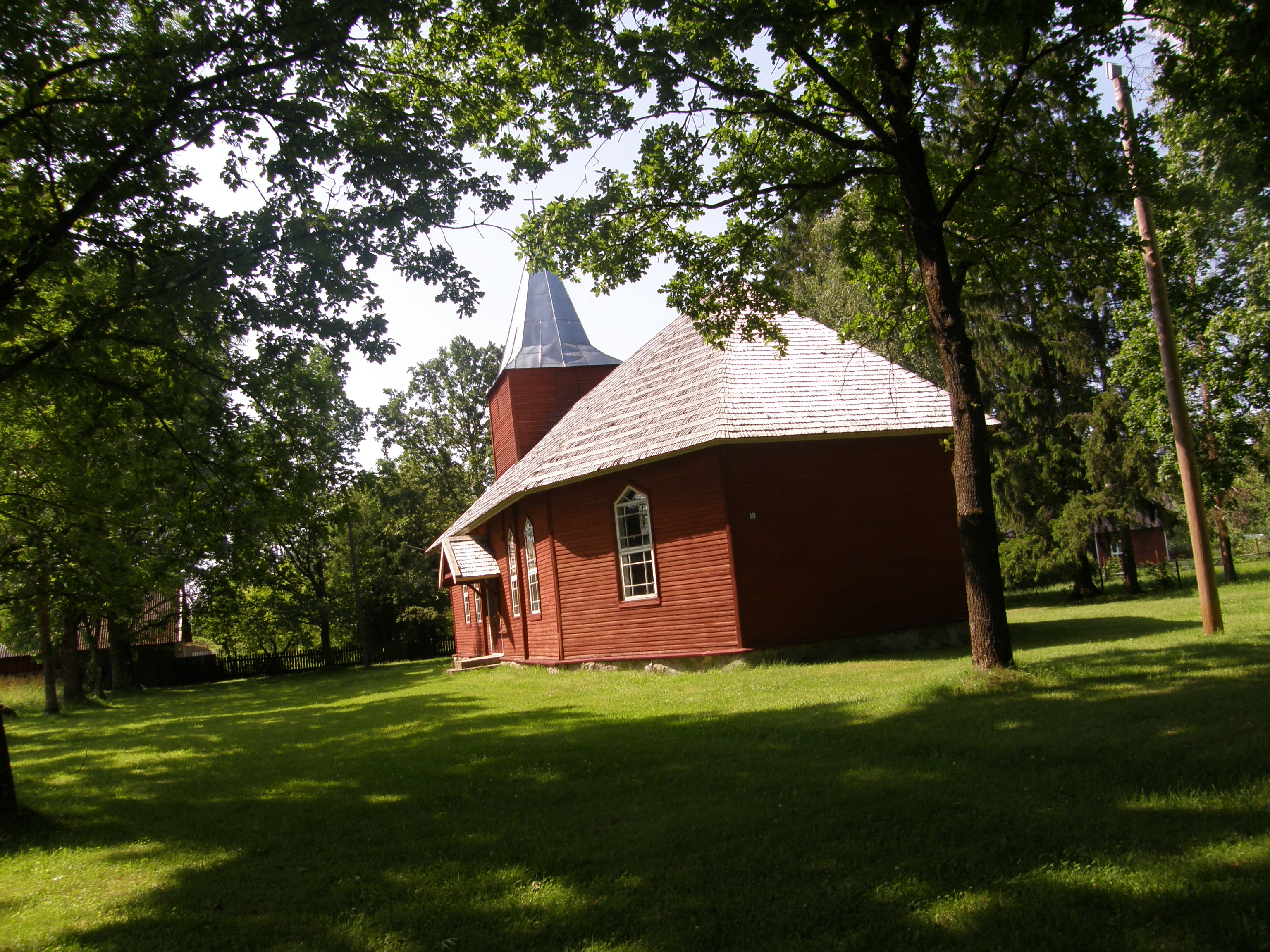
Tudu kyrka.

Tudu (tyska: Tuddo) är en småköping (estniska: alevik) i Vinni kommun i landskapet Lääne-Virumaa i nordöstra Estland. Orten ligger vid Riksväg 88, nära gränsen till landskapet Ida-Virumaa.
Väster om orten ligger sjön Tudu järv.
I kyrkligt hänseende hör orten till Viru-Jaakobi församling inom den Estniska evangelisk-lutherska kyrkan.